# Charles Auguste Henri Roques
Pour les articles homonymes, voir Roques.
Charles Auguste Henri Roques, né le 4 juillet 1858 à Pau et mort le 6 septembre 1914  à Bar-le-Duc, est un officier général français. Général de brigade, il est l'un des quarante-deux généraux français morts au combat durant la Première Guerre mondiale.

## Carrière
Son père Hilaire est inspecteur des travaux au château impérial de Pau, sa mère est Adèle Rose. Engagé volontaire, il entre à l'école spéciale militaire le 26 octobre 1876 (promotion de Plewna). Il obtint son brevet d'état-major en 1887 après être entré à l'École supérieure de guerre en 1885. Il est aux campagnes d'Afrique de juillet 1881 à décembre 1882. De janvier 1891 à octobre 1894, il a participé à la répression de l'insurrection du Sud Oranais.
En 1914, il commande la 24e brigade d'infanterie, relevant de la 12e division d'infanterie et composée des 106e et 132e régiments d'infanterie) cantonnés à Reims.

## Circonstances de la mort du général
Le 29 août 1914, le général Roques écrit à sa femme Laétitia qui se trouve résider à Saint-Avertin, qu'il est nommé général de division à titre temporaire commandant la 10e division d'infanterie, à la suite de la brillante conduite de la 24e brigade d'infanterie. 
Le général Roques est très gravement blessé lors de la première bataille de la Marne et meurt à l’hôpital de Bar-le-Duc le 6 septembre 1914. La dépêche officielle annonçant sa mort arriva le 7 septembre à 2 h du matin à Saint-Avertin et fut remise à Mme Jeanson, logeuse de la famille Roques, pendant la messe de 7 h 30. Mme Jeanson dut emmener Mme Roques au presbytère pour la prévenir doucement.[réf. nécessaire]
La fille du général, Lucette, fut prévenue en rentrant à La Camusière où elle et sa mère vivaient chez Mme Jeanson, veuve du chef de bataillon Joseph Jeanson.
Le quotidien Le Temps annonce sa nécrologie dans son no 19430 du jeudi 17 septembre 1914.

## Postérité
En 1919, la 67. Infanteriekaserne de Metz est rebaptisé en l'honneur du général Roques.
Son nom est inscrit au monument des Généraux morts au Champ d'Honneur 1914-1918 de l'église Saint-Louis à l'Hôtel des Invalides de Paris.

## Distinctions
- Officier de la Légion d'honneur (décret du 11 juillet 1914)[2], insigne remis par le général Bridoux le 14 juillet 1914
- Croix de guerre 1914–1918, palme de bronze
- Officier du Nichan Iftikhar 14 janvier 1893
- Médaille coloniale avec agrafe Algérie 5 septembre 1894